# Bid (distrikt)

Distriktets läge i Maharashtra.

Bid (eller Beed) är ett distrikt i delstaten Maharashtra i västra Indien. Befolkningen uppgick till 2 161 250 invånare vid folkräkningen 2001, på en yta av 10 693 kvadratkilometer. Den administrativa huvudorten är Bid. 

## Administrativ indelning
Distriktets är indelat i elva tehsil (en kommunliknande enhet):
- Ambejogai
- Ashti
- Bid
- Dharur
- Georai
- Kaij
- Manjlegaon
- Parli
- Patoda
- Shirur
- Wadwani

## Städer
Distriktets städer är Bid, distriktets huvudort, samt:
- Ambejogai, Dharur, Georai, Manjlegaon och Parli